# تیم بوچ
تیم بوچ (انگلیسی: Tim Boetsch؛ زادهٔ ۲۸ ژانویهٔ ۱۹۸۱) کشتی‌گیر و ورزشکار هنرهای رزمی ترکیبی اهل ایالات متحده آمریکا است. وی بین سال‌های ۲۰۰۶ تا ۲۰۱۹ میلادی فعالیت می‌کرد.